# Le nuove musiche

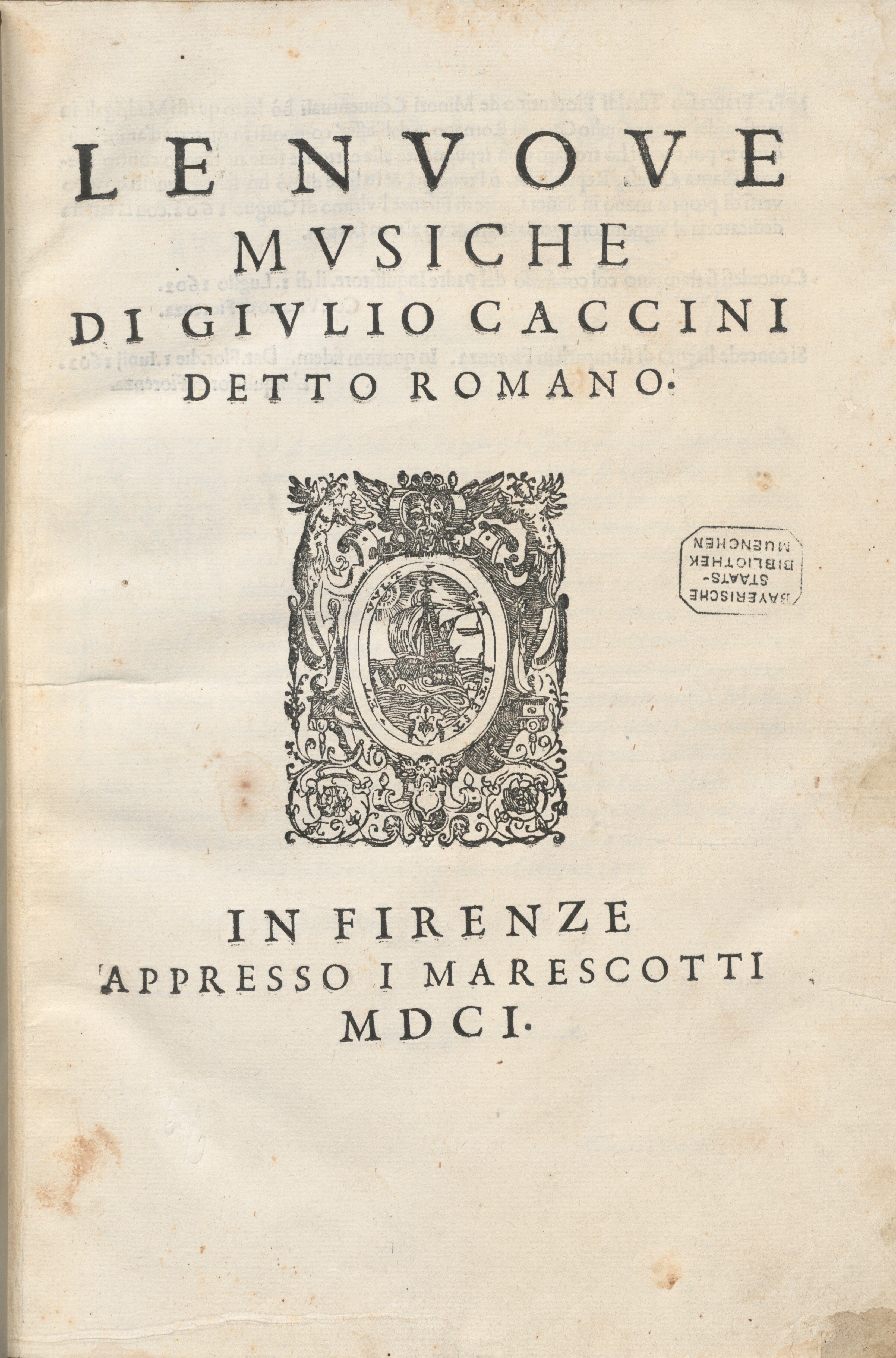
Portada de "La nueva música", de Giulio Caccini - 1602.

Le nuove musiche ("Nuevas piezas de música") es la primera colección de música barroca que incluyó los diferentes tipos de monodía barroca (música para voz solista y bajo continuo). Le debemos este trabajo a Giulio Caccini, se publicó en el año 1602, en Florencia.
Esta colección marcará el inicio de una larga serie de colecciones de piezas para canto solista y bajo continuo, que se publicarán alrededor del primer cuarto de siglo al igual que iniciará una nueva etapa en la historia de la música vocal de cámara.

## Tipos de monodia

### Madrigal solista
Antes tenemos que señalar que el término "madrigal" se refiere a un poema no estrófica sin esquema de rima predecible, consta de una secuencia irregular de siete u once sílabas sin un patrón de acentuación (versos sueltos, versi sciolti); éstos al leerse en voz alta se asemejan a la prosa.
Los compositores de madrigales anteriores a Caccini, los realizaban a cuatro o cinco voces generalmente aunque curiosamente eran interpretados por una sola voz y un laúd que se encargaba de realizar las voces restantes. Gracias a diferentes tratados sabemos que los cantantes del madrigales del siglo XV, improvisaban sobre la línea vocal múltiples ornamentos. En ocasiones, el cantante era el propio instrumentista.
En contraposición, los madrigales solistas como los realizados por Caccini, el texto está al control de la declamación musical, es decir se ajusta bien al estilo de "hablar en música" o "hablar con armonía" (in armonia favellare). Este estilo se caracteriza por imitar a través de la música las inflexiones, el ritmo y la acentuación del texto. Caccini hizo una gran labor y aportó melodías y ritmos que se aproximasen con gran exactitud al contenido textual para así poder unir en una línea melódica las cualidades expresivas al igual que escribir los ornamentos que anteriormente se improvisaban, como por ejemplo los melismas. Esta idea la podemos situar en la investigaciones y estudios sobre la música de la antigüedad griega que realizó la camerata florentina.
Estos madrigales destacan por la profusa ornamentación que anteriormente se improvisaba. El bajo continuo podía ser muy variado armónicamente.

### Canciones estróficas o canzonette
A diferencia de los madrigales solistas, las canciones estróficas son como indica el nombre textos estróficos con esquemas regulares de rima y acentuación. La música está al servicio del texto ya que se adapta a su estructura y representa su forma. Por lo tanto podemos decir que en este tipo de composición no se puede llevar a cabo el "hablar en música" que sí podía realizarse en el anterior. También a diferencia con el madrigal solista, el bajo continuo sirve exclusivamente de apoyo armónico y rítmico, es más regular.

### Variaciones estróficas
Guarda cierta relación con las canciones estróficas ya que son también estróficas. En esta composición lo curioso es que la parte vocal va variando de una parte a otra, es decir, de una variación a otra mientras que el bajo continuo se mantiene igual en todas realizando el papel de elemento unificador entre las diferentes variaciones. También se puede dar el cambio contrastante de un estilo melódico a uno recitativo (otro tipo de ornamentación). En éstas, Caccini realizó otra innovación, que fue pasar a escrito todos aquellos ornamentos que anteriormente eran realizados mediante la improvisación por los cantantes o instrumentistas, por lo que no estaban escritos; al igual que dar mayor espontaneidad en el canto (sprezzatura, ritmos musicales que se acercan a los ritmos no escritos del lenguaje). 